# Jeu de tir tactique
 (novembre 2023).
Si vous disposez d'ouvrages ou d'articles de référence ou si vous connaissez des sites web de qualité traitant du thème abordé ici, merci de compléter l'article en donnant les références utiles à sa vérifiabilité et en les liant à la section « Notes et références ».

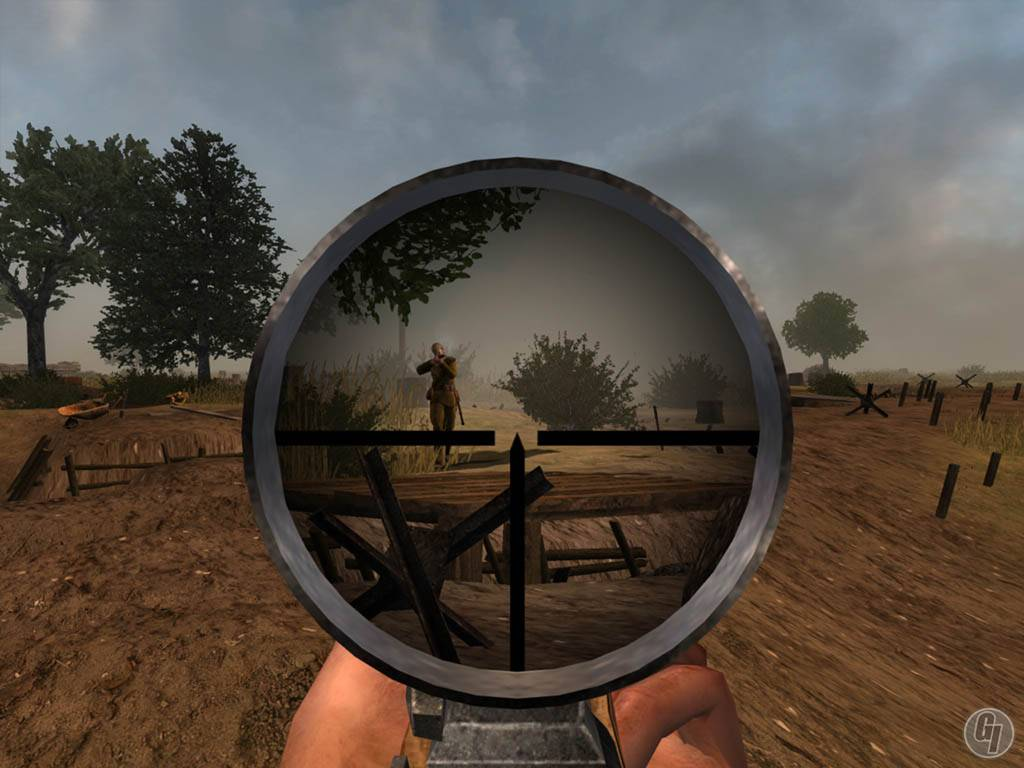
Une photo du jeu Red Orchestra.

Un jeu de tir tactique (de l'anglais tactical shooter) est un genre de jeu vidéo où des conditions réelles sont implantées par le moteur de jeu au maximum du possible, et où les joueurs utilisent des tactiques militaires pour accomplir les buts du jeu. On rencontre aussi le terme FPS tactique dans le cas où le jeu se joue en vue subjective.
L'environnement interactif, les comportements des ennemis, et la difficulté relativement élevée confèrent à ce type de jeu un réalisme souvent saisissant. Le jeu devient plus réfléchi que dans un simple jeu de tir, car à la moindre erreur la sanction est immédiate.
Pour les jeux en mode solo, le genre se définit principalement par la gestion d'une escouade, avec l'incarnation d'un des personnages au choix dans le groupe et la possibilité de passer à un autre pendant le jeu. En revanche, en mode multijoueur, chaque joueur conserve le même personnage pendant le jeu.
Une autre variante du jeu de tir tactique est le jeu de tir d'extraction (extraction shooter), généralement défini par le style de jeu à l'Escape from Tarkov. Joueur contre joueur contre environnement (PvPvE), les joueurs sont en équipes ou en solo sur une carte avec des objectifs à atteindre (loot, contrats à remplir afin d'obtenir des récompenses) et puis se rendre à un point d'extraction, le tout en survivant aux joueurs adverses et les ennemis non-joueurs.

## Gestion de l'escouade
Dans les jeux de tir tactique, il est possible de diriger de façon partielle ou complète l'ensemble des membres de l'équipe, mais aussi de donner des ordres pour mener des actions coordonnée simultanément en différents points de la carte.
Dans certains jeu, au fil des missions, on débloque de nouvelles armes et de l'équipement (leurres pyrotechniques, gilets pare-balles, brouilleur électronique, trousses de soins...) dont on peut équiper ses coéquipiers et soi-même. On peut aussi débloquer des objets qui permettront au joueur de personnaliser ses armes (viseur laser, balles explosives, perforantes, poignée anti-dérapante, crosse allégée...). Il est également possibles de récolter ces items en fouillant les cadavres des ennemis ainsi que certains objets de la carte (caisses, meubles, coffres de voitures...), comme dans un RPG.
Enfin, chose très importante, surtout en multijoueur, on doit composer et armer son unité en fonction de la mission:
Constituer son unité d'un seul type de soldat (voir Les classes de personnages) est une énorme erreur mais on peut spécialiser son unité en fonction des missions (par exemple, pour une mission de sabotage, on peut faire un groupe de 6 hommes composé de quatre ingénieurs, un commandant et un grenadier).

## Les objectifs

### Objectif principal
C'est l'objectif à remplir pour terminer la mission avec succès, et ainsi accéder à la suite de l'aventure. Certains objectifs principaux peuvent apparaitre en cours de mission pour mettre le joueur à l'épreuve et tester ainsi ses capacités d'adaptation.
Quelques exemples d'objectifs principaux :
- élimination ou capture d'un chef de groupe terroriste ou d'une personnalité militaire ennemie
- extraction d'un ou plusieurs otages
- destruction ou capture d'une base ennemie ou au contraire défense d'une base ou d'un lieu d'importance stratégique
- vol de documents secrets.

Certains jeux qui tentent le réalisme le plus poussé, tels qu'Operation Flashpoint ou Armed Assault, offrent toutes sortes de scénarios de type militaire: on y retrouve, outre le fait de survivre, de conquérir des positions données ou de les tenir (voir les deux), protection de convoi, exfiltration de zones hostile, pilotage de différents véhicules... En fait, beaucoup de situations réelles peuvent être simulées et forcément en découle un grand nombre d'objectifs divers.

### Objectifs secondaires
C'est une série de missions annexes qui ne sont pas obligatoires, mais qui peuvent rapporter des bonus ou débloquer des zones jusque-là inaccessibles. Remplir tous les objectifs secondaires dans une même mission requiert souvent une excellente coordination et une parfaite connaissance du terrain, car la marge de manœuvre prévue par les concepteurs du jeu est souvent très étroite.
Quelques exemples typiques d'objectifs secondaires:
- sécuriser une zone (éliminer tous les ennemis)
- détruire les équipements ennemis
- assurer la protection de tous les civils
- ramener vivant un prisonnier ennemi pour qu'il soit interrogé.

### Liberté d'action
Une des caractéristiques majeures du jeu de tir tactique est la liberté d'action. Le déroulement des missions est rarement linéaire, et le joueur dirige son équipe comme bon lui semble à condition de remplir l'objectif principal. Il est possible qu'une unité se divise en 2 pour accomplir un objectif ou pour être plus discrète.

## Les classes de personnages
Chaque personnage du jeu de tir tactique possède des caractéristiques physiques et un équipement qui lui sont propres.
Chaque classe correspond à un style de jeu différent, mais chacune a son rôle à jouer dans le bon déroulement d'une mission.
Voici une liste des classes généralement rencontrées :

### Le fusilier
C'est la classe la plus polyvalente. Son arsenal se compose généralement d'un fusil mitrailleur avec lance-grenade et de grenades, fumigène, mine. Rapide et précis à courte et moyenne portée, c'est le soldat de base de l'unité et généralement, les fusiliers sont les plus nombreux dans une unité. Ils vont à l'assaut et tuent généralement plus de monde que le soutien ou les snipers.

### L'artificier
C'est le spécialiste en explosif de l'escouade. Son équipement se compose d'armement lourd comme le lance missile, les grenades ou les mines terrestres/mines anti-personnel. Son équipement étant assez lourd, le grenadier se déplace lentement, et n'est pas très précis avec les armes à feu traditionnelles. Il est en revanche très efficace pour débusquer les ennemis, sécuriser certaines zones sensibles et détruire les véhicules et équipements militaires.

### Le médecin
Personnage important au sein d'une escouade, le médecin (ou l'infirmier) garantit la survie de l'escouade. Son équipement est plus léger que celui du fusilier : fusil mitrailleur sans lance-grenade ou alors pistolet mitrailleur, pistolet, trousse de soin, et parfois un défibrillateur. Il soigne les membres d'escouades blessés et, si cela est prévu par le jeu, ranime les soldats qui viennent juste de tomber au combat.

### Le sniper
Il dispose d'une arme principale de tir à longue distance, généralement un fusil à lunette ou équivalent une arme chambrée en plus gros calibre comme un fusil anti-matériel. Son équipement comprend également un pistolet léger avec silencieux , avec parfois un drone ou des jumelles. Il est efficace pour les frappes chirurgicales, et le nettoyage de zones ouvertes. Sa visée est très précise quelle que soit l'arme qu'il utilise et il est souvent sollicité pour les missions de reconnaissance. Il est souvent posté à un endroit où l'on ne peut pas le voir.

### L'ingénieur (ou technicien)
Cette classe de personnage est équipée de charges explosives et peut réparer l'équipement de son unité. Il est généralement moins bien armé que les autres personnages (souvent un fusil de combat). Dans certains jeux, il sert aussi d'infirmier ou de pirate informatique.
Il ne combat pas autant que les autres mais il est très utile à l'unité car il peut, par exemple, désactiver des caméras de surveillances, une alarme, forcer une porte blindée...

### Le soutien
Ce soldat est équipé d'un fusil-mitrailleur d'escouade et est utilisé pour renforcer la puissance de feu de l'escouade, que ce soit pour attaquer une position ou que ce soit pour la défendre ou la protéger. Même si son arme est moins précise que celle du sniper pour une portée équivalente, elle permet une couverture plus large. Il a parfois aussi pour rôle de ravitailler l'escouade en munition.

### Le commandant
Souvent doté d'une arme de soutien lourd (mitrailleuse lourde) et d'une arme de poing, il est le personnage le plus puissant, et surtout le plus important de l'unité. Parfois, c'est lui l'infirmier et il est très souvent équipé d'objets spéciaux (émetteurs, pains de C-4, sonde en fibre optique...) et a parfois des compétences particulières (frappe d'artillerie, largage de matériel logistique...). Il s'agit parfois d'un simple fusilier doté d'un équipement spécial semblable à celui décrit plus haut.
Dans une unité, il n'y a qu'un seul personnage de cette classe, ce qui est normal.

## Jeu en réseau
Il s'agit ici de relier les joueurs, le plus souvent par internet ou en réseau local, sur un même jeu en temps réel. Pratiquement tous les jeux ayant moins de dix ans disposent ainsi d'un mode en ligne où s'implantent de nombreux serveurs qui permettent ainsi aux joueurs de jouer ensemble. Notons que certains jeux sont « faits » pour le mode multijoueur, comme Counter-Strike (même s'il se rapproche plus du jeu FPS basique ou de l'infiltration) ou Frontlines: Fuel of War dont le mode multijoueur est incontournable.
C'est dans cette configuration que les jeux de tir tactique deviennent le plus intéressant car les partenaires et adversaires sont humains, contrairement aux parties traditionnelles où le joueur affronte des bots régis par une intelligence artificielle. Cela permet d'utiliser des tactiques complexes impossible avec des bots et de sympathiser avec les autres joueurs. De plus l'utilisation des véhicules à plusieurs postes est plus efficace: par exemple, dans certains jeux à l'IA peu développée, lorsque l'on utilise un véhicule à plusieurs places(pilote, artilleur...)les bots n'hésitent pas à foncer dans le décor ou à tirer dans tous les sens.
Cependant le jeu en multijoueur à un inconvénient de taille: la liberté d'action. S'il peut aussi s'agir d'une qualité, le fait de se retrouver avec des joueurs qui privilégient leurs performances personnelles plutôt que celle de l'unité, qui trichent, qui contredisent le chef d'équipe à tout-va ou qui n'ont tout simplement pas le niveau et tirent dans tous les sens, est assez agaçant. C'est pour cela qu'il ne faut jouer qu'avec des joueurs que l'on connaît, d'un niveau assez proche du sien et qui ont un bon esprit d'équipe. Le jeu en multijoueur nécessite donc une bonne coordination entre joueurs. D'ailleurs, les amateurs de ce genre de jeux jouent entre personnes se connaissant dans la réalité (en général des camarades de classe)
ou rejoignent un clan de joueurs.

## Exemples de jeux de tir tactique
- America's Army
- Arma: Cold War Assault
- ArmA: Armed Assault
- ARMA II
- ARMA III
- Delta Force
- Ghost Recon
- Ghost Recon Advanced Warfighter
- Ghost Recon Advanced Warfighter 2
- Hidden and Dangerous
- Hidden and Dangerous 2
- IGI 2: Covert Strike
- Insurgency (mod)
- Marathon
- Project I.G.I.
- Project Reality
- Rainbow Six
- Rainbow Six: Rogue Spear
- Rainbow Six: Raven Shield
- Rainbow Six: Siege
- Red Orchestra: Ostfront 41-45
- Red Orchestra 2: Heroes of Stalingrad
- SWAT 3: Close Quarters Battle
- SWAT 4
- Vietcong
- World War II Online